# Przewóz (Kraków)
Przewóz – obszar Krakowa (od 1 stycznia 1973) wchodzący w skład Dzielnicy XIII Podgórze. Znajduje się ok. 9 km na wschód od centrum Krakowa i ok. 3 km na południe od Nowej Huty (na przeciwnym brzegu Wisły).
Wieś duchowna Przewozy, własność Opactwa Cystersów w Mogile położona była w drugiej połowie XVI wieku w powiecie proszowskim województwa krakowskiego. 
Na osiedlu znajduje się Szkoła Podstawowa nr 137 im. prof. Wiktora Zina, Klub Kultury Przewóz, wybudowana w XXI wieku remiza OSP, hurtownie przemysłowe przy ul. Bartników, elektrownia na stopniu wodnym Przewóz oraz węzeł drogowy, mylnie nazywany Rybitwy łączący wschód Krakowa (ulica T. Śliwiaka) z drogą ekspresową S7 (IV obwodnica) oraz nowo wybudowaną drogą biegnącą do Ronda ŚDM na Brzegach.

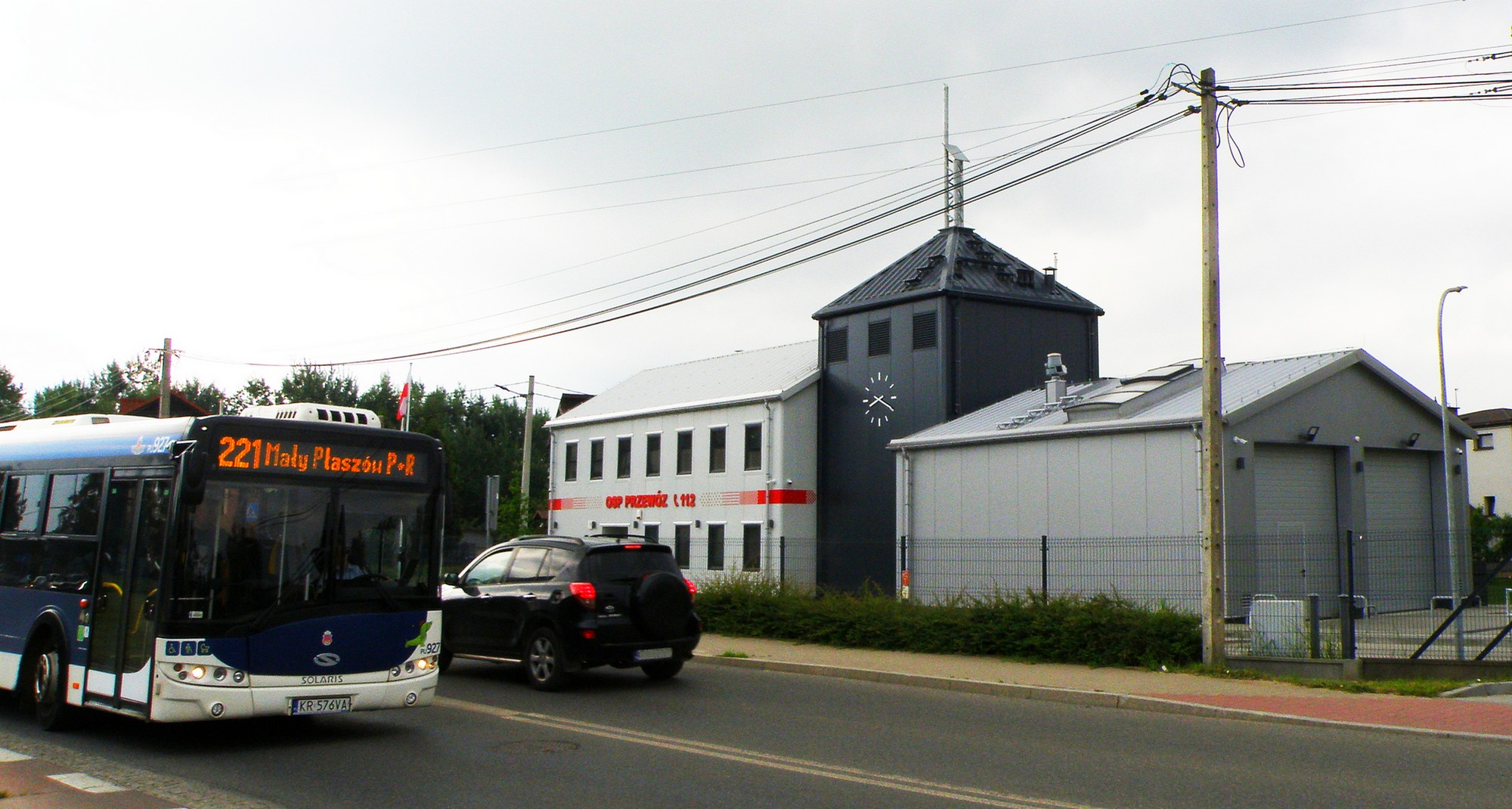
Remiza OSP Przewóz
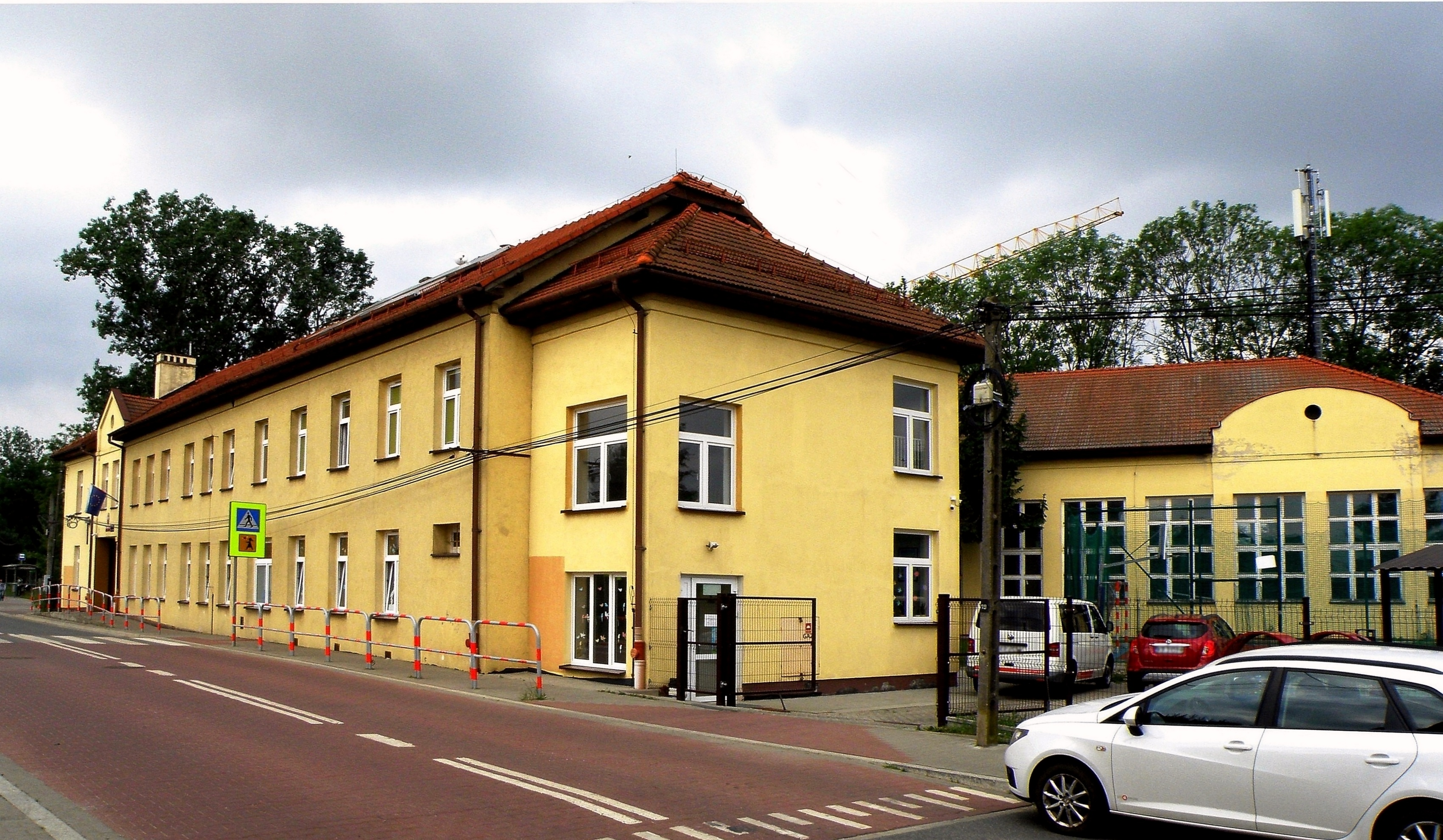
Szkoła Podstawowa nr 137

Do osiedla można dojechać autobusami MPK: 158, 221 oraz Telebus.